# Романовское (Тюменская область)
Романовское — село в Ялуторовского района Тюменской области России. Входит в состав Беркутского сельского поселения.

## История
Романовское — одно из старых поселений Ялуторовского уезда. Первые упоминания о нём в исторических хрониках относятся к началу XVIII века. Этот населенный пункт был административно приписан к Ялуторовскому острогу, входившему в состав Ялуторовского дистрикта и являлось центром одноимённой волости. В 1876 году была возведена церковь в честь Казанской иконы Божией Матери. Через двадцать лет основан монастырь. В 1908 году открыли маслодельный завод. Была кузница, шорные и пимокатные мастерские. В 1926 году в деревне проживали 597 русских и пять немцев, было 63 двора. С 1950 года вошло в состав Чукреевского совета. В 1969 году село было признано неперспективным, его убрали из районного реестра, а жители переселены в Зиново, Южное, Беркут и Ялуторовск. На месте села сохранились лишь остатки каменного храма.
Из учётных данных деревня была исключена только в 1982 году.
В начале 2007 года началось восстановление здания романовской церкви. Участки земли бывшей деревни были раскуплены состоятельными горожанами, началось строительство нескольких домов.
Образовано и вновь включено в учетные данные в 2012 году.

## Население
| 2014 |
| ---- |
| 0    |